# Tonino Ascari
Antonio „Tonino“ Ascari (* 2. August 1942 in Mailand; † 24. August 2008 in Gazzada Schianno) war ein italienischer Autorennfahrer und Unternehmer. Er war der Sohn von Alberto Ascari, der die Fahrweltmeisterschaft 1952 und 1953 gewinnen konnte, und der Enkel von Antonio Ascari, der einer der besten Motorsportler der 1920er-Jahre war.

## Jugend
Tonino Ascari wurde in eine Rennfahrerfamilie geboren. Sowohl sein Vater als auch sein Großvater kamen jedoch bei der Ausübung ihres Sports ums Leben. Antonio Ascari starb 1925 beim Großen Preis von Frankreich in Montlhéry. Sein Vater Alberto starb 1955 bei einer Testfahrt auf der Rennstrecke von Monza. Auch der Bruder seiner Mutter Mietta, Giovanni Minozzi, war eng mit dem Automobil verbunden; er war Testfahrer bei Alfa Romeo. Tonino wuchs aber wohlbehütet und abseits der Rennstrecken auf. Bis zum Tode seines Vaters 1955 hatte er kein einziges Autorennen gesehen. Tonino hatte aber den Elan und die Zielstrebigkeit seines Vaters geerbt und begann gegen den Widerstand seiner Mutter in den späten 1950er-Jahren eine Ausbildung zum Mechaniker. Mietta, die ihren Mann durch den Tod auf der Rennstrecke verloren hatte, versuchte lange, ihren Sohn vom Motorsport fernzuhalten. Diese Bemühung blieb letztendlich vergebens. 1960 ging Tonino nach England und arbeitete dort bei Jaguar. Nach seiner Rückkehr bekam er eine Anstellung bei einem alten Freud seines Vaters, Luigi Villoresi.

## Motorsport
1963 begann Ascari mit dem Motorsport. Seinen ersten Erfolg feierte er 1964 bei der Coppa CSAI Junior 500, einem Lauf zur italienischen Formel-Junior-Meisterschaft. Im selben Jahr gab er bei der Trofeo Vigorelli auch sein Debüt in der italienischen Formel-3-Meisterschaft. Bei der Scuderia Madunina war Ernesto Brambilla sein Teamkollege. Trotz einiger guter Resultate, er erreichte insgesamt sieben Top-Ten-Platzierungen in dieser Meisterschaft, und des durchaus vorhandenen Engagements war dennoch Ende 1966 sichtbar, dass er nicht an die großen Erfolge seiner Vorfahren würde anschließen können. Es wurde ihm durchaus Talent attestiert, aber zum einen fehlten ihm die finanziellen Mittel, um im Monoposto-Sport aufsteigen zu können, zum anderen war sein berühmter Name oft ein Hindernis, da viele Teameigner das Risiko nicht eingehen wollten, dass wieder ein Ascari bei einem Autorennen zu Tode kommen könnte. So verlegte er seine Rennaktivitäten auf Berg- und Sportwagenrennen. Dort fuhr er mit Fahrzeugen wie dem NSU Prinz, dem Mini Cooper S und dem Lotus 22.

## Todesstürze von Freunden
In den 1960er-Jahren war der Motorsport, vor allem bei den nationalen italienischen Berg- und Tourenwagenrennen, eine sehr gefährliche Angelegenheit für Fahrer und Zuschauer. Als immer mehr Freunde von Ascari bei Autorennen ihr Leben verloren, nahm seine Leidenschaft für diesen Sport zusehends ab. Schon 1964 war Norberto Bagnalasta bei einem Formel-3-Rennen in Monza zu Tode gekommen, als dann zuerst sein enger Freund Bruno Deserti bei einer Testfahrt mit einem Werks-Ferrari 330P3 tödlich verunglückte und dann am 18. Juni 1967, beim Desaster von Caserta Giacomo Russo, Romano Perdomi und Beat Fehr ihr Leben ließen, zog sich Tonino Ascari vom Rennsport zurück.

## Unternehmer
Ende der 1960er-Jahre gründete er mit Partnern Hiro Engines, ein Unternehmen, das sich auf die Herstellung von Motocross-Motoren spezialisierte. Viele Jahre arbeitete er auch als Autohändler in Oberitalien. In den 1970er- und 1980er-Jahren war er oft Ehrengast bei internationalen Motorsportveranstaltungen und unterhielt freundschaftliche Beziehungen zu Rennfahrern der Generation seines Vaters, wie Juan Manuel Fangio und José Froilán González.
Tonino Ascari starb 2008 an den Folgen einer Herzerkrankung.